# Haploniscus retrospinis
Haploniscus retrospinis is een pissebed uit de familie Haploniscidae. De wetenschappelijke naam van de soort werd voor het eerst geldig gepubliceerd in 1908 door Harriet Richardson.